# إيزاو توميتا
إيزاو توميتا (باليابانية: 冨田勲؛ بالكانا: とみた いさお) هو عازف لوحة المفاتيح وملحن ياباني، ولد في 22 أبريل 1932 في سوغينامي في اليابان، وتوفي في 5 مايو 2016 في طوكيو في اليابان بسبب قصور القلب.

## وصلات خارجية
- الموقع الرسمي
- إيزاو توميتا على موقع IMDb (الإنجليزية)
- إيزاو توميتا على موقع ألو سيني (الفرنسية)
- إيزاو توميتا على موقع ميوزك برينز (الإنجليزية)
- إيزاو توميتا على موقع أول موفي (الإنجليزية)
- إيزاو توميتا على موقع قاعدة بيانات الأفلام السويدية (السويدية)
- إيزاو توميتا على موقع أول ميوزيك (الإنجليزية)
- إيزاو توميتا على موقع ديسكوغز (الإنجليزية)
- إيزاو توميتا على موقع قاعدة بيانات الفيلم (الإنجليزية)
- إيزاو توميتا على موقع كينوبويسك (الروسية)
- إيزاو توميتا على موقع ANN person (الإنجليزية)